# Dalslands kanal
 Denne artikel bør gennemlæses af en person med fagkendskab for at sikre den faglige korrekthed.

Dalslands kanal er en kanal i Sverige som gør det muligt med bådtrafik mellem Vänern og dele af søerne i det indre af Dalsland og det sydvestlige Värmland. Kanalen passerer over den kendte akvædukt i Håverud og er om sommeren et meget besøgt turistmål, især for de som har en kano med.
Søen Vänern er selv en del af kanalsystemet Göta kanal. Det betyder at søerne i Dalslands kanal kan trafikeres fra Kattegat ved Göteborg; fra Stockholms skærgård, eller – hvis man har en mindre båd – fra en lang række bådramper i Sverige (f.eks. Töcksfors, Årjäng, Bengtsfors) eller til og med fra Norge , i Store Le ved Otteidkanalen i Marker kommune. 
Om sommeren afholdes en padlemaraton som delvis gennemføres på søer som er en del af kanalsystemet.

## Fakta om Dalslands kanal
Den er bygget fra 1864 – 1868 og har 31 sluser på 17 slusestationer. Kanalsystemets længde er 250 km hvoraf ca 12 km er gravet eller sprængt kanal. Den strækker sig fra Köpmannebro ved Vänern via de dalslandske søer Råvarpen, Laxsjön, Lelång ind i det sydvestlige Värmland via Foxen, Töck og til slut Östen.
Til kanalsystemet regnes også Store Le samt Västra og Östra Silen. Store Le når ind i Norge. Ved Otteid er der muligheder for fragt af båd over til Haldenkanalen.
Niveauforskellen mellem Göteborg og Vänern er 44 meter, og mellem Vänern og Store Le 66 meter, tilsammen 110 meter. Kanalen kan besejles af både på op til 22,75 meters længde og en bredde på 4,05 m, en dybgang på 1,80 m og en højde på 17 meter. Små både (maks. højde 3,5 m) kan fortsætte yderligere 11 meter højere, fra Töcksfors ind i søerne Töck og Östen til Östervallskog.
Kanalen blev drevet af selskabet Dalslands Kanal AB som holder til i Åmål. Afgiftene er for tiden fra SEK 50,- for passage af et slusekammer med lille båd, til 2.500 SEK for kanalpas i hele kanalen, op og ned. En række bådselskaber tilbyder cruise på kanalen, også med varierende priser afhængig af distance og servering.